# سوفو خالوشی
سوفو خالوشی (به انگلیسی: Sopho Khalvashi) (زاده ۳۱ می ۱۹۸۶) خواننده گرجستانی است.
او در مسابقه آواز یوروویژن ۲۰۰۷ نماینده گرجستان بود.